# Texolo-vízesés
A Texolo-vízesés (spanyolul Cascada de Texolo) Mexikó Veracruz államának Xico és Teocelo községeinek határán található. Több lépcsőből áll, összesen 70 m magas, fő lépcsője kb. 20 m-es. Neve a navatl nyelvből származik, jelentése: majom a kövön. A vízesés és környéke 2006 óta szerepel a Ramsari egyezmény által védett területek listáján.

## Megközelítés
Az állam fővárosából, Xalapa-Enríquezből délnyugat felé indulva Coatepec városát elhagyva érünk San Marcos de Leónba (légvonalban kb. 12 km a fővárostól), ahonnan nyugatra indulva 4 km után érhetjük el Xico települést. Innen délkeletre indul a vízeséshez a mintegy 2,5 km-es út, mely egy 1908-ban épült, 78 méteres mélységet átívelő hídon is átvezet. A vízesés felső részéhez Teocelo irányából is megérkezhetünk, ide San Marcos de Leónból délre indulva jutunk el.

## Turizmus
A látogatók számára három kilátópontot is kiépítettek a vízesés környékén, valamint egy kis látogatóközpontot is kialakítottak vendéglőkkel és kézművesüzlettel. A környező, akár 80 méter magas sziklafalakon köteles sziklamászás gyakorlására is lehetőség van.
Turistacsalogatóként mostanában több „legendát” is terjesztenek a vízeséssel kapcsolatban: az egyik szerint a vízesésben a Llorona nevű mondabeli nő hangjai hallgatók, aki megölte két gyermekét és lelke azóta is sírva bolyong a világban, a másik szerint itt található egy kapu a „negyedik dimenzióba”, amin csak néhány kiváltságos személy léphet át és láthat túlvilági lényeket.

## A vízesésnél forgatott filmek
Több film egyes jelenetei a Texolo-vízesésnél készültek, köztük A smaragd románca, Az igazság nevében és a Végveszélyben.